# Uenoa
Uenoa is een geslacht van schietmotten van de familie Uenoidae.

## Soorten
- U. arcuata Wiggins, Weaver & Unzicker, 1985
- U. burmana (Mosely, 1939)
- U. fernandoschmidi L Botosaneanu, 1979
- U. hiberna DE Kimmins, 1964
- U. hindustana (AV Martynov, 1936)
- U. laga (Mosely, 1939)
- U. lobata (C Hwang, 1957)
- U. parva (Mosely, 1939)
- U. punja (Mosely, 1939)
- U. taiwanensis LP Hsu & CS Chen, 1997
- U. tokunagai M Iwata, 1927